# Tugana cudina
Tugana cudina là một loài nhện trong họ Amaurobiidae.
Loài này thuộc chi Tugana. Tugana cudina được miêu tả năm 1992 bởi Alayón.